# Eleazar ha-Kappar
Eleazar ha-Kappar (in ebraico אלעזר הקפר‎?, o אליעזר בן הקפר , da leggersi come Eliezer ben ha-Kappar, o אלעזר בן הקפר,  Eleazar ha-Kappar) (Israele, II secolo – ...) era un rinomato saggio ebreo, rabbino Tanna della 5ª generazione (170 - 200 e.v.),.
Collega di Judah haNasi, a volte lo accompagnava. Passò la maggior parte della vita nell'antica Katzrin, una cittadina sulle Alture del Golan. La Mishnah lo cita una volta sola, nel Pirkei Avot 4:21, dove dichiara "Gelosia, concupiscenza e onore rimuovono l'uomo dal mondo". Nonostante la scarsa frequenza delle sue citazioni nella Mishnah, si può imparare molto sulle sue caratteristiche e attività dai libri deuterocanonici dei Tannaim. Aveva opposto e negato il fenomeno del monachesimo (cfr Etica ebraica) condannando la vanagloria degli uomini. Amava la Terra di Israele e visse in essa e considerò la pace uno dei valori principali. Tali valori vengono spesso enunciati nelle sue massime:
- "Non c'è Torah come la Torah di Eretz Yisrael e non c'è saggezza come la saggezza di Eretz Yisrael."
- Il "Chakham (il saggio) risiedeva a Eretz Yisrael, poi se ne andò e si fece del male."
- "Le sinagoghe e le Beth midrashot (le case dell'apprendimento) di Babilonia col tempo verranno trapiantate a Eretz Yisrael."
- "Grande è la pace poiché tutte le benedizioni si concludono con pace."

Un importante reperto archeologico è stato scoperto presso la moschea di "Kfar Devora": una piastra con cornice decorata da due uccelli rapaci che tengono alcuni fiori nel becco. La piastra riporta questa iscrizione:

"זה בית מדרשו שהלרבי אליעזר הקפר"

("Questa è la Beth midrash [casa di apprendimento] di Rabbi Eliezer ha-Kappar")

Questa è l'unica fonte dell'era dei Tannaim dove si cita il termine "Beth midrash". La piastra è attualmente esibita al Golan Archaeological Museum in Katzrin.